# Encephalartos cycadifolius
Encephalartos cycadifolius (Jacq.) Lehm., 1834 è una pianta appartenente alla famiglia delle Zamiaceae, endemica del Sudafrica.

## Descrizione
È una cicade con fusto almeno in parte sotterraneo, alto sino a 1,5 m e con diametro di 25–30 cm, spesso con fusti secondari che si originano da polloni che sorgono alla base del fusto principale.
Le foglie, pennate, lunghe 60–90 cm, sono disposte a corona all'apice del fusto e sono rette da un picciolo lungo 10–20 cm, privo di spine; ogni foglia è composta da numerose paia di foglioline lanceolate, con margine intero, lunghe mediamente 9–12 cm, di colore verde-oliva, inserite sul rachide di colore giallastro.
È una specie dioica con esemplari maschili che presentano 1 o 2 coni, cilindro-conici, lunghi 13–22 cm e larghi 5–7 cm, sessili, ricoperti da un tomento grigiastro, ed esemplari femminili con 1 o 2 coni cilindrico-ovoidali, peduncolati, lunghi 20–30 cm e con diametro di 16–18 cm, di colore giallo-verdastro, anch'essi fittamente tomentosi, di colore dal grigio al bruno.
I semi sono grossolanamente ovoidali, lunghi 20–30 mm, ricoperti da un tegumento di colore da giallo-arancio ad ambra.

## Distribuzione e habitat
L'areale di questa specie è ristretto ai monti Winterberg, nella provincia del Capo orientale (Sudafrica).
Cresce in aree di prateria semiarida, sulle pendici settentrionali e orientali della montagna, dai 1200 ai 1800 m di altitudine.

## Conservazione
La IUCN Red List classifica E. cycadifolius come specie a rischio minimo (Least Concern).

La specie è inserita nella Appendice I della Convention on International Trade of Endangered Species (CITES)